# Телвес (Болцано)
Телвес је насеље у Италији у округу Болцано, региону Трентино-Јужни Тирол.
Према процени из 2011. у насељу је живело 358 становника. Насеље се налази на надморској висини од 1260 м.